# Противтероризам
Против-тероризам (антитероризам) јесу деловања, тактике, технике и стратегије које влада, војска и полиција ради у циљу превенције терористичких претњи.
Тактике тероризма користе терористи и владе. Не користе сви терористи терор као тактику а неки бирају друге тактике зато што дају више резултата. Индивидуе, попут Тимоти Маквеја, могу да се ангажују у терористичким дејствима као што је бомбашки напад у Оклахома ситију.
Уколико је тероризам део шире побуне, против-тероризам могу да чине део против побуњеничке доктрине, али политичке, економске и друге мере могу да се више фокусирају на побуну која је посебан акт тероризма.